# يون كي سانغ
يون كي سانغ هو ممثل كوري جنوبي ولد في 20 ديسمبر 1978.

## اعمال

### افلام
- مدينة الجريمة (2017)

### مسلسلات
| عام       | عنوان                                      | الدور                  | ملاحظة            | Ref.  |
| --------- | ------------------------------------------ | ---------------------- | ----------------- | ----- |
| 2001      | رحلة جديدة بدون توقف                       |                        |                   |       |
| 2004      | اختي في القانون "البالغة من العمر 19 عامًا" | كانغ سيونغ جاي         |                   |       |
| 2007      | يعشقك بجنون                                | كيم تشاي جون           |                   |       |
| 2008      | من أنت؟                                    | تشا سيونغ هيو          |                   |       |
| 2009      | ثلاثية                                     | جانغ هيون تاي          |                   |       |
| 2010      | طريق رقم 1                                 | شين تاي هو             |                   |       |
| 2011      | أعظم الحب                                  | يون بيل جو             |                   |       |
| 2011      | ركلة عالية: الانتقام من قصير الأرجل        | يون كي سانغ            |                   |       |
| 2013      | بطاطس ستار                                 | جراح الدماغ كي سانغ    | كاميو (حلقة 9–10) |       |
| 2014      | ما وراء الغيوم                             | جونغ سي رو / لي أون سو |                   |       |
| 2015      | الاخير                                     | جانغ تاي هو            |                   |       |
| 2016      | زوجة جيدة                                  | سيو جونغ وون           |                   |       |
| 2019–2020 | شوكولاتة                                   | لي كانغ                |                   |       |
| 2023      | يوم الاختطاف                               | كيم ميونغ جون          |                   | [ 2 ] |

### سلسلة ويب
| عام  | عنوان               | الدور         | مراجع |
| ---- | ------------------- | ------------- | ----- |
| 2021 | لغز الجريمة         | هان سيونغ مين | [ 3 ] |
| 2022 | قبلة الحاسة السادسة | تشا مين هو    | [ 4 ] |

## روابط خارجية
- يون كي سانغ على موقع IMDb (الإنجليزية)
- يون كي سانغ على موقع ألو سيني (الفرنسية)
- يون كي سانغ على موقع ميوزك برينز (الإنجليزية)
- يون كي سانغ على موقع أول موفي (الإنجليزية)
- يون كي سانغ على موقع قاعدة بيانات الفيلم (الإنجليزية)
- يون كي سانغ على موقع كينوبويسك (الروسية)